# یواس‌اس کسکو (۱۸۶۴)
یواس‌اس کسکو (۱۸۶۴) (به انگلیسی: USS Casco (1864)) یک کشتی بود که طول آن ۲۲۵ فوت (۶۹ متر) بود. این کشتی در سال ۱۸۶۴ ساخته شد.